# Inconceivable
Inconceivable é um drama médico exibido pela rede NBC, que estreou em 23 de Setembro de 2005, foi cancelado após 2 episódios. A série foi criada por Oliver Goldstick e Marco Pennette, que também foram produtores executivos, assim como Brian Robbins e Mike Tollin, e produzida pela Touchstone Television.
O seriado tratava das relações entre um grupo de médicos que trabalhava em uma clínica de fertilidade e reprodução assistida. A clínica era comandada por dois co-fundadores e pela nova sócia.

## Elenco
- Ming-Na como Rachel Lu
- Jonathan Cake como Dr. Malcolm Bowers
- David Noroña como Scott Garcia
- Reynaldo Rosales como Angel Hernandez
- Joelle Carter como Patrice Locicero
- Mary Catherine Garrison como Marissa Jaffee
- Angie Harmon como Drª Nora Campbell

## Episódios

### 1ª temporada
| #  | Título                            | Data de Exibição Original |
| -- | --------------------------------- | ------------------------- |
| 1  | Pilot                             | 2005, 23 de Setembro      |
| 2  | Secrets and Thigs                 | 2005, 30 de Setembro      |
| 3  | To Surrogate, with Love           | Nunca exibido             |
| 4  | From Here to Motility             | Nunca exibido             |
| 5  | Face Your Demon Semen             | Nunca exibido             |
| 6  | If You Prick Us, Do We Not Breed? | Nunca exibido             |
| 7  | Sex, Lies and Sonograms           | Nunca exibido             |
| 8  | Between an Egg and a Hard Place   | Nunca exibido             |
| 9  | Ball in Your Court                | Nunca exibido             |
| 10 | The Last Straw                    | Nunca exibido             |